# Portsmouth Harbour
Portsmouth Harbour är en vik i Storbritannien som är stor naturlig hamn. Geografiskt är det en ria. Tidigare var det dalen till en bäck som rinner från Portsdown till Solent. 
Portsmouth Harbour ligger i riksdelen England, i den södra delen av landet. Det är också en 1264,2 hektar stor Site of Special Scientific Interest mellan Portsmouth och Gosport i Hampshire. Det är en Ramsar site och ett Special Protection Area.
I vikens norra ände ligger Portchester Castle, av romerskt ursprung. Det är en fästning som byggdes för att skydda hamnen.